# Magdeburg Challenger 2000
Il Magdeburg Challenger 2000 è stato un torneo di tennis facente parte della categoria ATP Challenger Series nell'ambito dell'ATP Challenger Series 2000. Il torneo si è giocato a Magdeburgo in Germania dal 13 al 19 marzo 2000 su campi in sintetico indoor.

## Vincitori

### Singolare
Sébastien Lareau ha battuto in finale  Vladimir Volčkov con il punteggio di 7–6(1), 6–3

### Doppio
Karsten Braasch /  Dirk Dier hanno battuto in finale  Thomas Behrend /  Michael Kohlmann con il punteggio di 7–5, 7–6(6)